# Signal 30
《Signal 30》是1959年公路安全基金会（Highway Safety Foundation）在俄亥俄州曼斯菲尔德附近拍摄的一部社教短片。這部電影在20世紀60年代到80年代向美國各地的高中生廣泛放映，影片由理查德·韦曼（Richard Wayman）制作，韦恩·拜尔斯（Wayne Byers）解说，片名意为“信号30”，来源于俄亥俄州公路巡邏隊对致命交通事故使用的无线电代码。
与《Red Asphalt》类似，《Signal 30》中也有撞毁的汽车及受伤乘员的残酷画面。尽管影片可怖，但后来还是获得了国家安全委员会奖（National Safety Council Award）。之后，该片又推出了两部续集，分别名为《Mechanized Death》（机械化死亡）和《Wheels of Tragedy》（悲剧之轮），并激发了类似血腥道路安全影片的流派。